# Sniper
Ne doit pas être confondu avec Tireur de précision (Marksman).
Pour les articles homonymes, voir Sniper (homonymie).

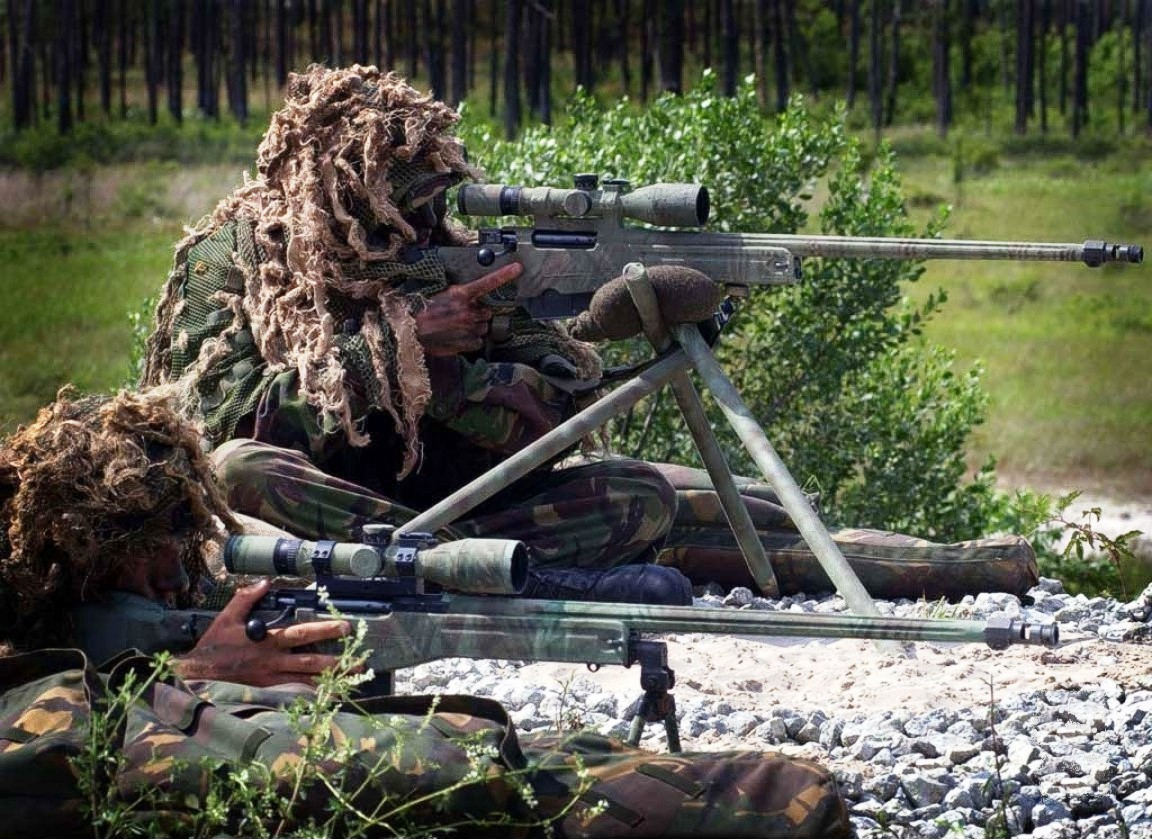
Une équipe de snipers du corps des Royal Marines britanniques avec un fusil de précision L115A1.

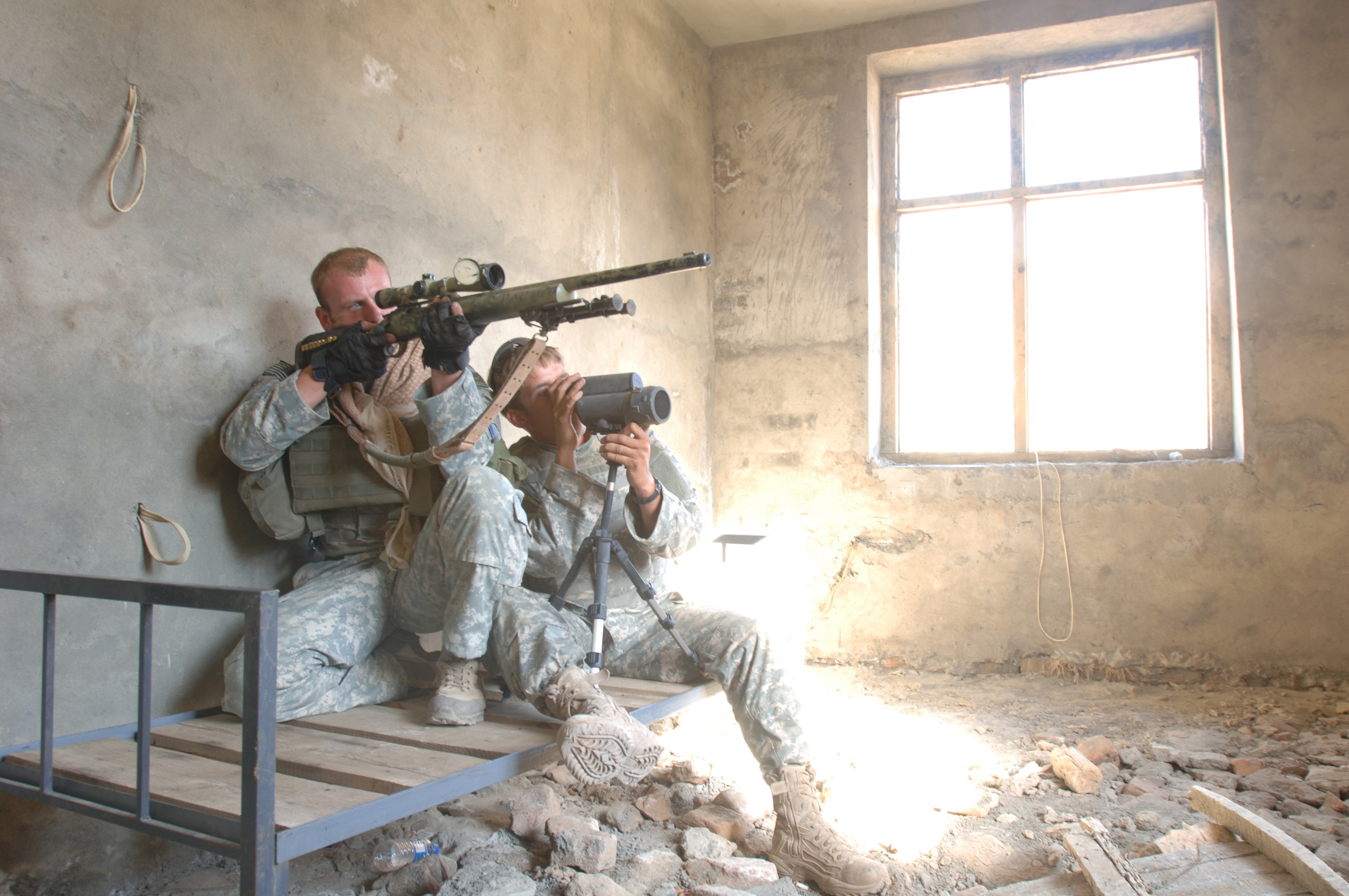
Une équipe de snipers de l'US Army de l'Équipe provinciale de reconstruction de Jalalabad (EPR).

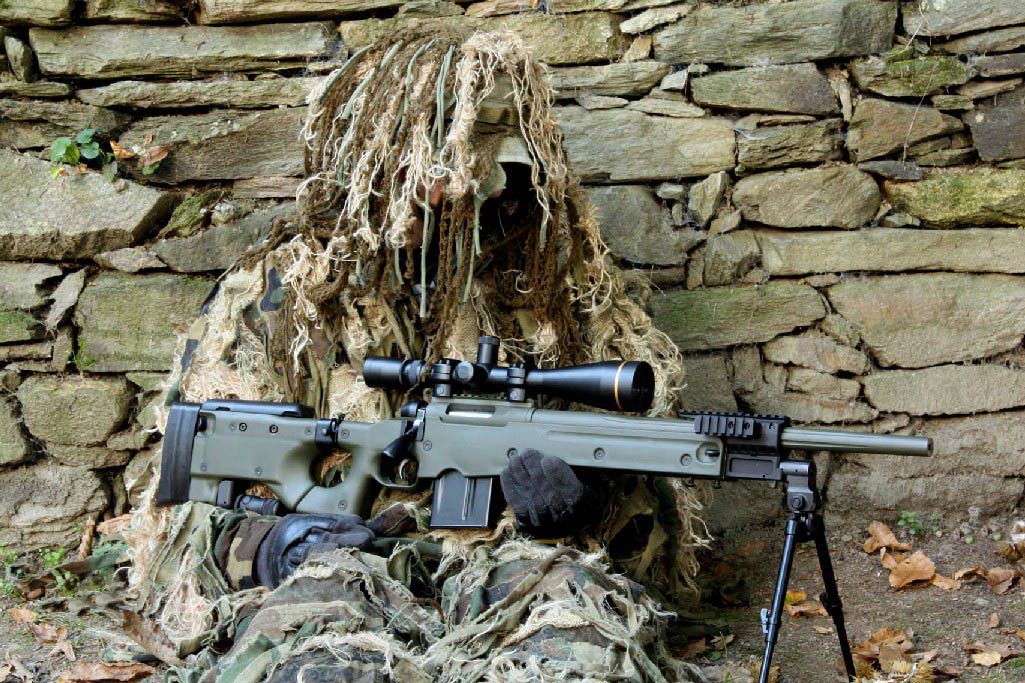
Un sniper en ghillie suit avec son fusil de précision (2011).

Un sniper, tireur embusqué ou tireur isolé est un tireur d'élite militaire spécialisé, pouvant opérer seul ou généralement en binôme (avec un spotter, « observateur » en français) en profondeur dans les lignes ennemies, dans le but de transmettre des informations importantes pour le commandement ou de neutraliser une cible.
Le tireur embusqué diffère du tireur de précision (marksman en anglais) principalement dans la doctrine d'emploi, très différente. Le commandement fait appel aux snipers du fait de leur spécialisation (connaissances en tactique, survie, transmission, armement, tir longue distance, etc.), pour des missions de plusieurs heures jusqu’à plusieurs jours en milieux totalement isolés, tandis que le tireur de précision appartient à une section d'infanterie. Ils n'emploient généralement pas le même calibre ni le même type d'arme.
Le terme est aussi couramment utilisé pour désigner un tireur isolé agissant de son propre chef, dans un but de guérilla urbaine (groupes rebelles ou terroristes), comme cela s'est développé dans les conflits en Irak, en Syrie ou en Tchétchénie par exemple.

## Dénomination
En France, le terme anglais « sniper » est désormais généralement plus utilisé que son équivalent en français « tireur embusqué ».
Ce mot provient du verbe to snipe, dont l'équivalent en français serait le verbe « canarder », bien que la traduction littérale serait plutôt « bécassiner », car, en anglais, le terme snipe signifie « bécassine », un petit oiseau qui a la réputation d'être difficile à chasser. Le terme sniper a été employé dans ce sens durant la Seconde Guerre mondiale. Une des traductions françaises est franc-tireur, mais, à la différence du sniper, il comporte un aspect positif.
Il a été popularisé par les journalistes français lors des guerres de Yougoslavie, et plus particulièrement lors du siège de Sarajevo, ; ils l'ont emprunté à des journalistes américains ou britanniques. Lors de ces guerres, ces tireurs furent utilisés comme des « armes psychologiques », par le biais de tirs plus ou moins ciblés visant des militaires comme des civils, hors des opérations de combat (tirs de snipers à Sarajevo sur Sniper Alley).
Le sniper, quelquefois rattaché aux groupes des tireurs d'élite, est dénommé, dans ce cas là, sous le terme de « tireur d'élite à longue distance » (TELD), comme dans l'armée française où il agit en petite équipe (en binôme, en trinôme ou même seul) de manière isolée et utilisant une arme d'un calibre qui permet des tirs précis sur une distance de 300 mètres. Outre l'emploi militaire, les snipers sont utilisés dans la protection de hautes personnalités ou de sites sensibles. Il est alors destiné à rester caché dans un même endroit d'où il éliminera ses cibles.

## Historique

### Origines
À partir des années 1630, le talent des boucaniers à utiliser leur fusil étaient déjà reconnu, pour des tirs de précision lors de chasses aux bœufs sauvages à Saint-Domingue mais aussi lors d'actes de piraterie aux côtés des flibustiers. Leurs armes étaient réputées pour leur qualité générale, leur précision et la rapidité de leur chargement sans être pour autant des armes spécifiquement dédiées à des tirs à longue distance.
À bord des navires à voiles des XVII et XVIIIe siècle, les "moucheurs" étaient les soldats les meilleurs au tir à qui étaient distribué des fusils pour éliminer les officiers ennemis. Lors de la bataille de Trafalgar, l'amiral Horatio Nelson est mort touché par le tir d'un soldat français du Redoutable. Cependant il ne s'agissait que de bons tireurs à la mission spécifique, par opposition aux snipers spécifiquement formés aux tirs de précision.
Il faut remonter dans les années 1700 et l'apparition du long fusil du Kentucky (en), qui bénéficie d'une précision à longue distance et devient populaire pendant la révolution américaine, pour voir naître la notion de sniper. L'invention du canon rayé, qui force la balle à tournoyer à l'intérieur, permet de favoriser la précision du tir et rend l'arme plus efficace à distance. Cependant, la portée de ce fusil n’excédait pas 275 mètres.[réf. souhaitée]
Les premiers champions à adopter cette carabine furent les gardes-frontières américains, véritables tireurs d'élite pour l'époque. Avant la révolution américaine, la plupart des batailles avaient lieu à coups de rafales d'armes de courte portée, mais les tactiques changèrent avec la venue des fusils à canon rayés favorisant le tir à distance et permettant l'arrivée des snipers sur le champ de bataille.[réf. souhaitée]

### Première Guerre mondiale

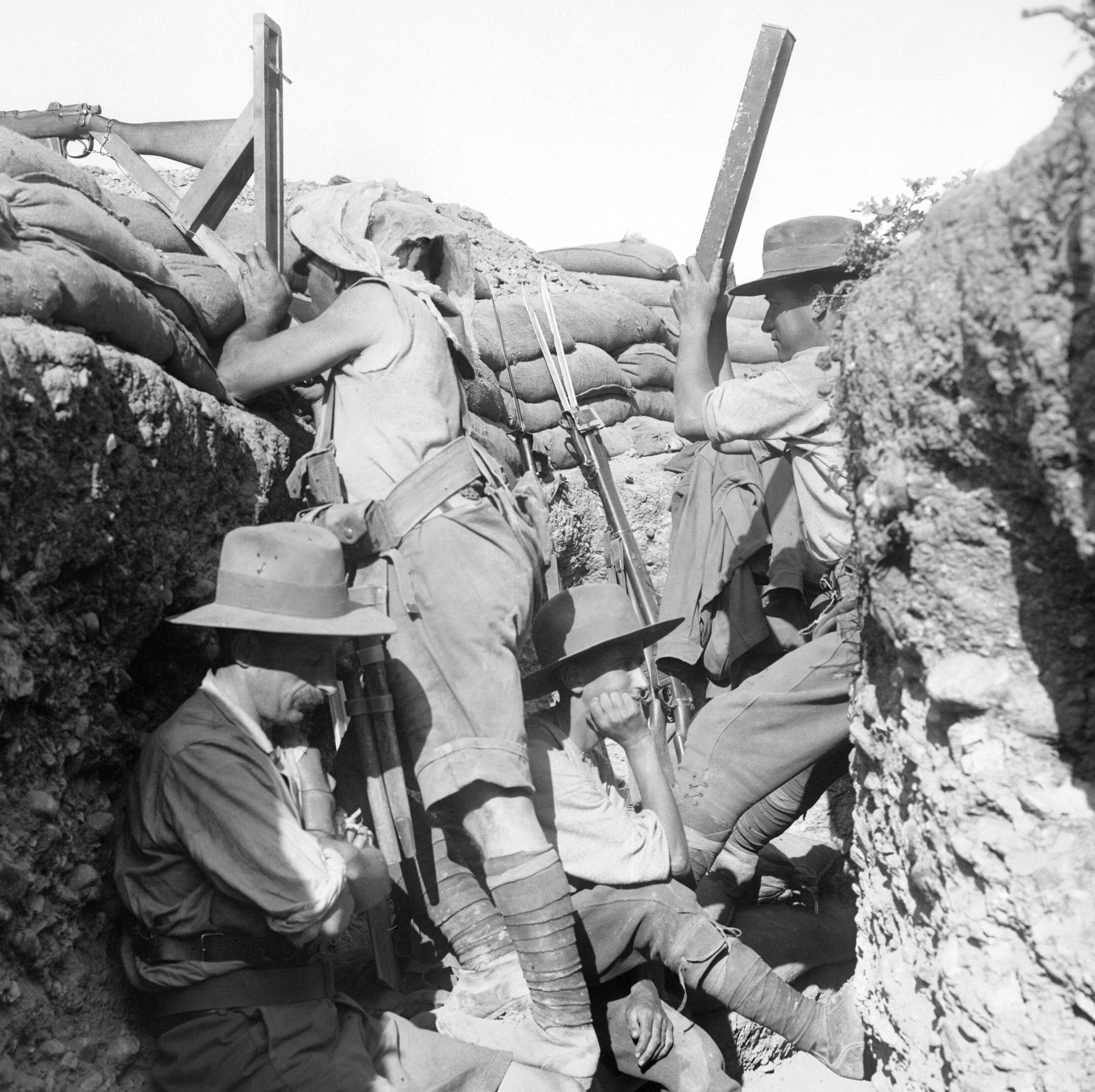
Un sniper australien vise avec un fusil équipé d'un périscope lors de la Bataille des Dardanelles en 1915. Le spotter à côté de lui l'aide à trouver des cibles avec son propre périscope.

Selon l'historien français Antoine Prost, l’armée anglaise forme des snipers, « qu’elle utilise par groupes de vingt-cinq par bataillon, avec cinq postes de snipers équipés de fusils à lunette tous les 1 000 yards ».

### Seconde Guerre mondiale

#### Guerre d'hiver
La guerre d'hiver a vu combattre l'un des plus performants snipers de l'histoire, un Finlandais, Simo Häyhä, il n’a d’apparence rien d’un héros de guerre mais lorsque l’URSS envahit la Finlande, il se transforme en un redoutable guerrier. Il tua à lui seul environ 500 à 700 soldats soviétique (selon les estimations), sans se faire débusquer. Avec environ cinq hommes tués par jour, il détient la meilleure moyenne de l’histoire pour un soldat en guerre. 
L’URSS connaissait ce soldat hors du commun auquel elle devait faire face et le craignait. Il était surnommé « la Mort blanche » . De nombreux moyens seront mis en place pour l'arrêter (utilisation de sniper, de barrage d'artillerie).
Mais c’est finalement un simple soldat qui met fin à la guerre du meilleur sniper de l’Histoire avec une balle explosive qui se loge dans sa mâchoire et le plonge dans le coma. Simo se réveille onze jours plus tard, défiguré à vie, mais bien vivant.
Une fois la guerre ponctuée par une victoire finlandaise, et ce malgré le sous-nombre évident, Simo Häyhä est propulsé au rang de sous-lieutenant, soit un bond de sept rangs dans la hiérarchie de l’armée en une seule fois. Jamais un autre Finlandais n’a connu une ascension aussi fulgurante.
Simo vit par la suite une vie plus paisible dans son pays pour lequel il a mis tant de cœur à se battre en héros. Il meurt en 2002, à l’âge de 96 ans. Aujourd’hui encore, ses actes de bravoure lui valent une notoriété certaine en Finlande et son courage constitue un modèle pour l’ensemble de ses compatriotes.

#### Rôle des snipers dans la bataille de Stalingrad

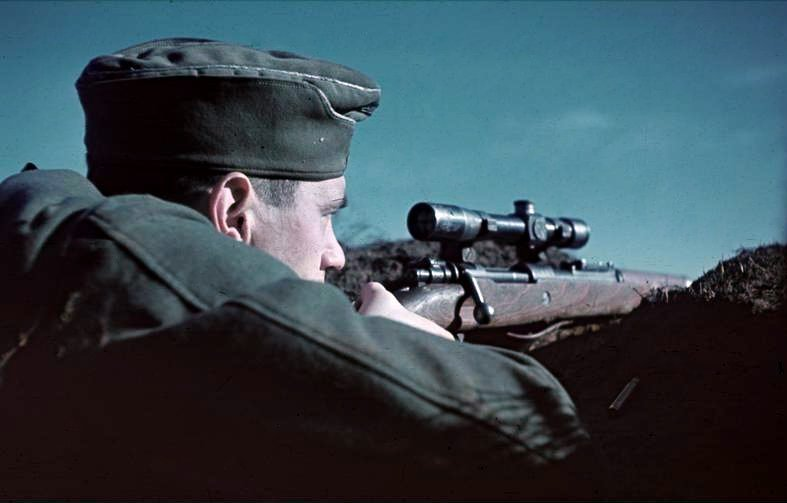
Sniper allemand lors de la Bataille de Stalingrad (1942).

Durant la bataille de Stalingrad, le capitaine Vassili Zaïtsev tua 225 soldats et officiers de la Wehrmacht et de ses alliés entre le 10 novembre et le 17 décembre 1942. On estime à vingt-huit le nombre de tireurs d'élite qu'il a entraînés. Ceux-ci tuèrent plus de 3 000 soldats ennemis. Certaines sources indiquent que la performance de Zaïtsev n'était pas unique et qu'un autre soldat soviétique, seulement identifié sous le nom de « Zikan », tua lui 224 soldats allemands durant cette bataille
Selon le livre Stalingrad de l'historien anglais Antony Beevor, des sources soviétiques déclarèrent que les Allemands firent venir le chef de leur école de tireurs d'élite, le major Heinz Thorvald, pour l'arrêter. Après une traque de plusieurs jours, Zaïtsev repéra son adversaire se cachant sous un morceau de tôle ondulée et tira. Ce duel supposé est dépeint dans le film Stalingrad, réalisé par Jean-Jacques Annaud en 2001.

## Activité

### Arrivée sur site et progression
Les snipers, une fois arrivés sur le site de combat, doivent progresser jusqu'à trouver un emplacement adéquat pour en faire un poste de tir efficace (une position de tir idéale comporte un point de vue global sur la zone de combat, un large angle de tir, et doit être abrité des regards ennemis et disposer d'une position de repli).[réf. souhaitée]
La progression est extrêmement lente, et souvent effectuée en rampant avec des mouvements réduits afin d'éviter d'être repérés. Au centre de formation des snipers de l'armée américaine, l’United States Army Sniper School à Fort Benning, les candidats doivent par exemple s'approcher des instructeurs qui les observent dans un champ de 600 mètres pendant près de 4 heures.

### Installation

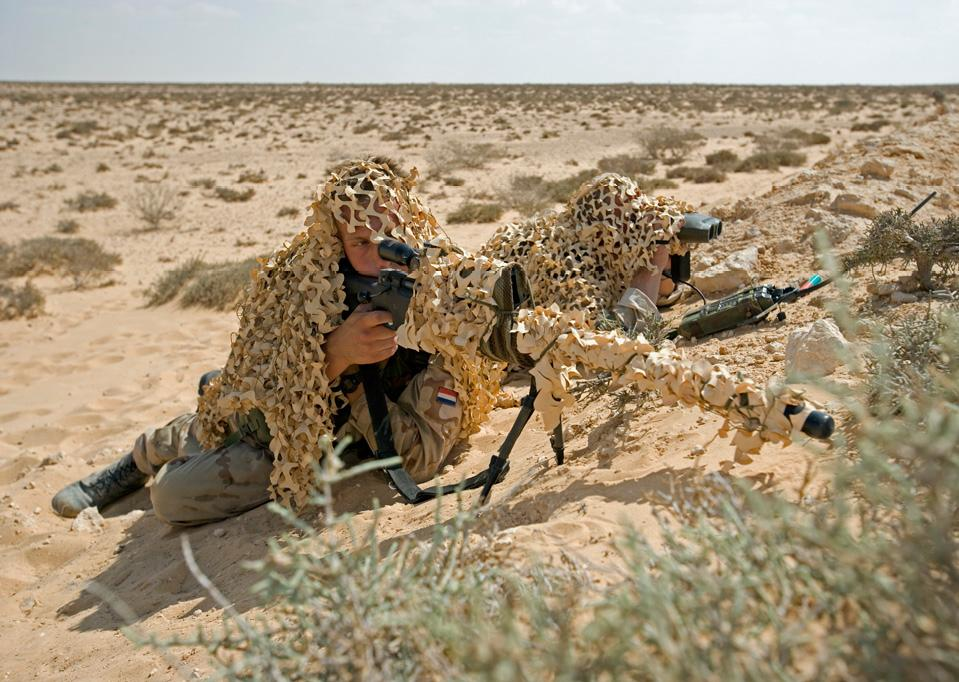
Une équipe de snipers néerlandais en position.

Les snipers sont des soldats de l'ombre. Lors de leur installation, ils privilégient toujours la discrétion et le camouflage. Ainsi, si la mission se déroule en groupe de deux ou trois, les soldats s'installent en général un par un, de sorte à être tout le temps couverts par un autre. Dans un environnement naturellement hostile ou à cause de la présence ennemie, il est fréquent que les snipers viennent s'installer dans des conditions qui leur sont propices comme la nuit ou encore le brouillard, même s'ils doivent attendre plus de 24 heures sans bouger. La qualité principale d'un sniper est la patience. C'est seulement après avoir mis en place son camouflage que le sniper installe son arme.[réf. souhaitée]
Pour ce qui est du choix de l'emplacement, il est le fruit d'une minutieuse réflexion. Certaines choses sont évidentes comme éviter de se mettre dans un endroit fréquenté ou encore sans issue mais d'autres critères nécessitent un calcul. Par exemple, le sniper doit choisir son emplacement en fonction de sa période d'action. S'il sait que sa fenêtre de tir se situera en matinée, il va éviter d'avoir à viser vers l'est, c’est-à-dire contre le soleil, de sorte que ce dernier joue non pas contre lui (le reflet dans la lunette pourrait le démasquer) mais avec lui (dans son dos, ses cibles sont éblouies). Il va également tenter si possible de se mettre en hauteur. En effet, un tir en plongée est beaucoup moins dur qu'en contre-plongée, ne serait-ce que pour la souplesse du dos et du cou. Pour finir, le sniper doit choisir un endroit où sa fuite sera facile, tout particulièrement lorsque son fusil n'est pas équipé de silencieux. Il peut être repéré dès son premier tir s'il ne dispose pas d'un silencieux ou si le tir n'est pas effectué à très longue distance. Un sniper qui ne change pas de position au bout d'un ou de quelques tirs se met en danger. Par conséquent, il doit pouvoir partir vite et même, dans le pire des cas, abandonner son fusil.[réf. souhaitée]

### Actions
Le sniper est un tireur de grande précision, utilisé dans divers contextes pour effectuer des tirs chirurgicaux sur de longues distances afin d'éliminer principalement des personnes, mais aussi dans certains cas du matériel léger. La devise du sniper est un tir, un mort (One shot, One kill en anglais). Opérant toujours à couvert dans l'ombre, le sniper cherche à tout prix à garder sa position inconnue de ses ennemis, un impératif pour ne pas être éliminé. Généralement, le sniper est accompagné d'un observateur, qui l'aide dans le calcul du tir en indiquant la distance via une lunette monoculaire, la force et l'orientation du vent ainsi que d'autres paramètres.[réf. souhaitée]
Il se dissimule avec des tenues de camouflage sophistiquées (une ghillie suit) et a pour tâche à l'origine d'abattre des officiers adverses et d'autres militaires importants (sapeurs, estafettes, membres des troupes de transmissions, etc.).[réf. souhaitée]
Le sniper (ou tireur embusqué) diffère du tireur de précision (marksman, ou anciennement sharpshooter en anglais) principalement dans la doctrine d'emploi, totalement différente : le sniper agit en petite équipe isolée (en duo, en trio, voire seul), tandis que le tireur de précision appartient à une section d'infanterie. Ils n'emploient généralement pas le même calibre, ni le même type d'arme. Le tireur d'élite peut utiliser certaines armes comme le Barrett M82 et bien d'autres.[réf. souhaitée]

## Matériel utilisé

### Armes
Le sniper préfère des fusils de précision de moyen ou gros calibre à répétition manuelle (dit « à culasse mobile » ou « à verrou ») car ceux-ci tirent relativement peu de cartouches, mais à grande distance. On peut citer le Barrett M82, qui est un fusil de précision célèbre et répandu, mais qui ne conviendra pas pour des snipers, contrairement à un CheyTac M200 Intervention qui sera plus adapté pour des tirs à très longue distance.[réf. souhaitée]
Par métonymie, le terme sniper désigne également l'arme du sniper : le fusil de précision, comme certains articles de presse tendent à le présenter, voire des articles spécialisés sur la question.

### Optiques

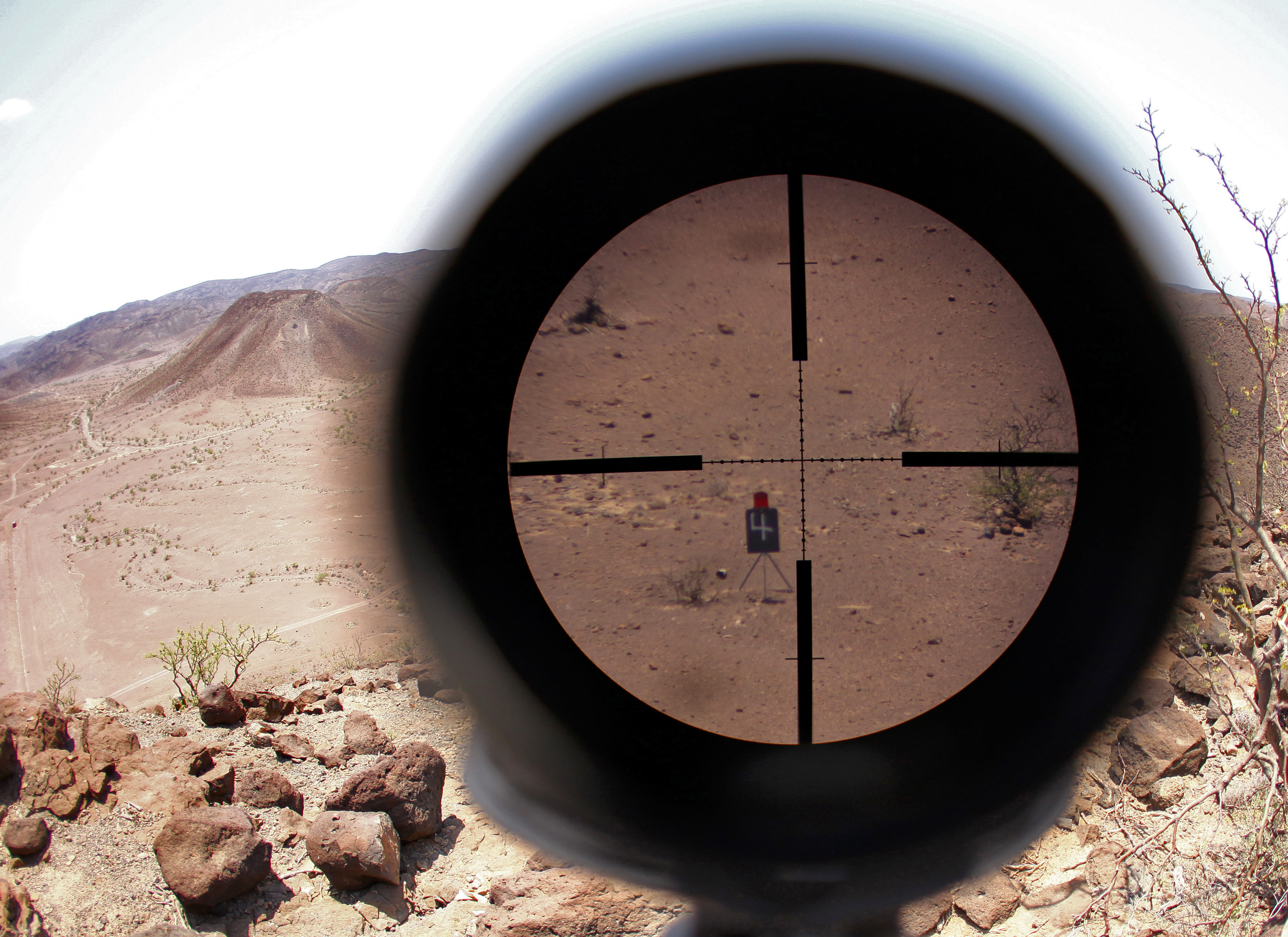
Lunette de visée télescopique utilisée par un soldat américain pendant un entraînement au tir longue distance.

Les snipers modernes utilisent presque exclusivement des lunettes de tir à grossissement optique, voire des lunettes spéciales : infrarouge, de vision nocturne, thermique, etc. Ces dispositifs permettent de distinguer la cible à des distances supérieures par rapport à la mire métallique et de profiter au maximum de la précision des fusils modernes ; en effet, au-delà de 500 m, une cible humaine a la taille du viseur lui-même, rendant impossible un tir précis alors que la portée de l'arme peut dépasser 1000 m.[réf. souhaitée]
En revanche, et historiquement, certains snipers se sont passés de ces moyens modernes. Ainsi, les premiers tireurs d'élite disposaient de fusils atteignant des portées bien moindres que la norme actuelle, rendant superflu l'emploi d'un dispositif onéreux à l'époque. Pour des raisons plus tactiques (éviter le reflet du soleil dans le verre de la lunette), le tireur finlandais Simo Häyhä opérait à la mire métallique, ce qui ne l'empêcha pas d'être crédité de cinq à sept-cents victimes parmi les forces d'invasion soviétiques au cours de la Guerre d'Hiver finno-soviétique (1939-1940).[réf. souhaitée]

### Camouflage

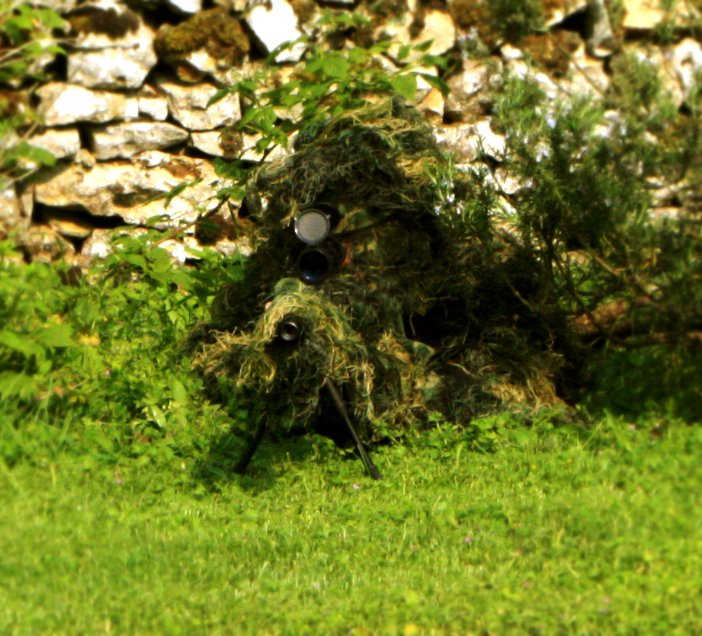
Sniper portant une ghillie.

En général, le sniper opère de manière couverte, infiltré dans des milieux divers et variés. Pour se confondre dans l'environnement, et en fonction de ses besoins, il peut utiliser une tenue particulière : la ghillie. Cette tenue est composée d'un ensemble de tissus et différents matériaux permettant de reproduire l'aspect en 3D d'une géographie particulière : un terrain, une brousse, des roches, etc. Il peut également utiliser un ghilie weapon wrap pour camoufler son arme. Ces tenues suivent des critères de base en rapport direct avec les géographies connues du monde actuel. De plus, pour parfaire l’illusion et se fondre parfaitement dans le terrain choisi, le sniper peut adapter des composants déjà présents sur le terrain à sa tenue, tels que des feuillages, des branchages ou bien des roches.[réf. souhaitée]Il peut également utiliser un filet de camouflage pour se dissimuler dans la végétation.

## Technique
Un sniper peut atteindre des cibles à plusieurs kilomètres de distance. Le record en 2017 est de 3 540 mètres, réalisé par un membre de la Deuxième Force opérationnelle interarmées (forces spéciales canadiennes) à l'aide d'un McMillan Tac-50. Sur ces distances le tireur doit tenir compte, entre autres paramètres, de la vitesse et la direction du vent et de la courbure de la Terre.

## Dans les armées du monde

### Belgique
En 2005, l'armée belge dispose de 35 tireurs de précision, soit entre 8 et 10 par bataillon.

### France

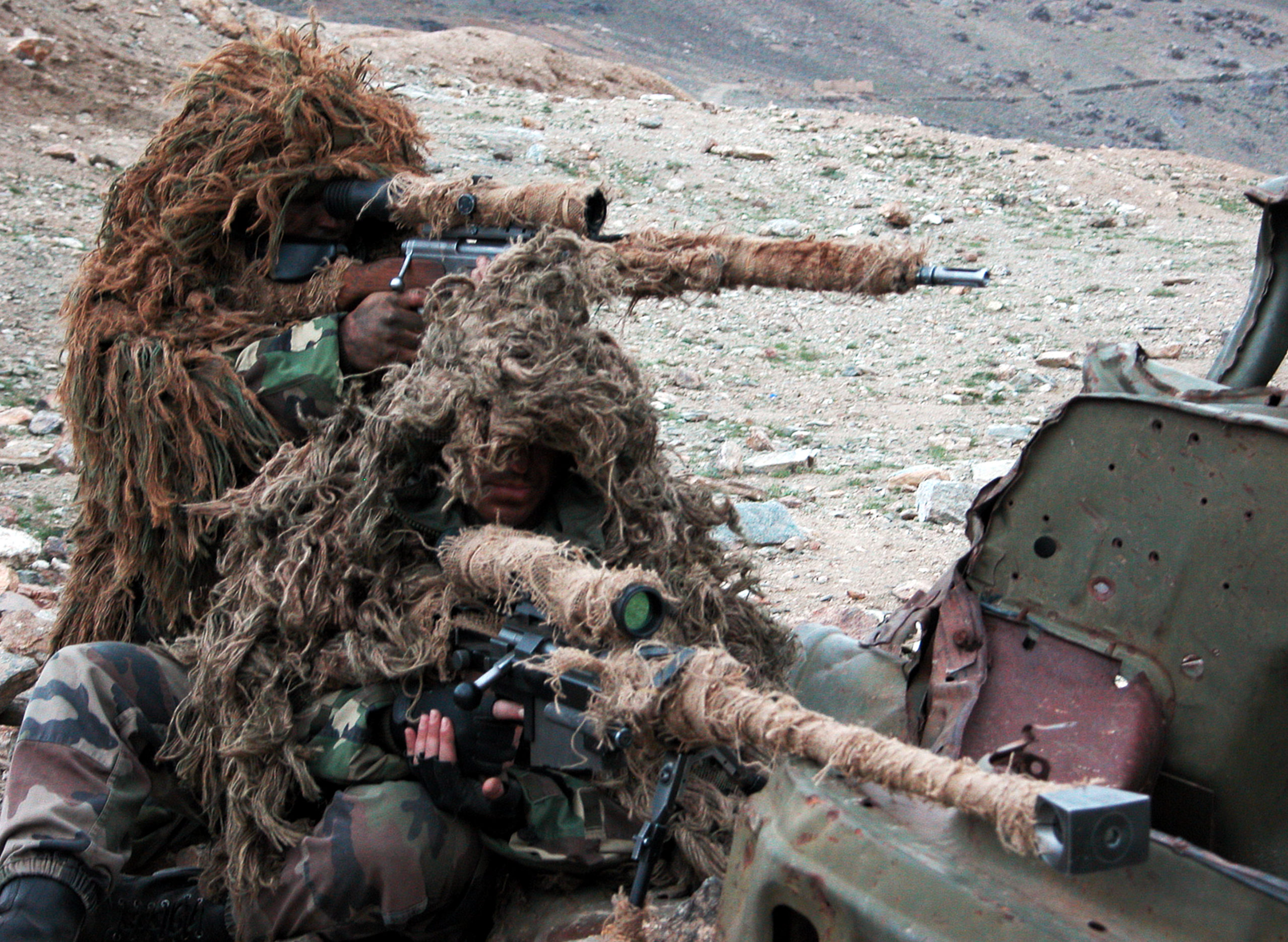
Snipers du 2e Régiment étranger d'infanterie (France) en Afghanistan.

Lors des combats pour le village de Bazeilles lors de la guerre de 1870, des tireurs embusqués équipés de fusils Chassepot ont tué des dizaines de soldats bavarois piégés dans le village ; c'est la naissance du tireur d'élite.[réf. souhaitée]
Dans l'armée française actuelle opèrent des binômes constitués d'un « tireur d'élite » (TE) qui dans le vocabulaire militaire est un synonyme de « tireur embusqué » et non pas un terme générique, ainsi que d'un chef de pièce, avec une grande autonomie. Le tireur utilise une arme d'un calibre supérieur (en général un PGM Hécate II en 12,7 mm) qui permet des tirs précis à plus de 1 800 m. Le pouvoir de pénétration étant supérieur, ce calibre permet des tirs anti-matériels efficaces (destruction de transformateurs électriques, de moteurs non protégés, etc.)[réf. souhaitée]

## Contre-mesures
Le détecteur de coup de feu permet de localiser un sniper et d'engager un tir de défense.

## Dans la culture populaire

### Cinéma
- Dans Sniper (1993) de Luis Llosa.
- Dans Stalingrad (2001) de Jean-Jacques Annaud, autour de la figure de Vassili Zaïtsev
- Dans Shooter, tireur d'élite (2007) d'Antoine Fuqua.
- Dans Inglorious Basterds (2009) de Quentin Tarantino, dans lequel Frederick Zoller est un tireur d'élite.
- Dans American Sniper (2014) de Clint Eastwood.
- Dans The Wall (2017) de Doug Liman.

### Jeux vidéo
- Dans la saga Sniper: Ghost Warrior.
- Dans la série de jeux Sniper Elite, le joueur incarne Karl Fairburne, un tireur d'élite durant la Seconde Guerre mondiale.
- Dans Call of Duty 4: Modern Warfare, deux missions en flashback permettent d'incarner un tireur d'élite en tenue Ghillie.
- Dans Call of Duty: Modern Warfare 2, une mission d'opérations spéciale permet d'incarner un sniper en tenue Ghillie.
- Dans la série Tom Clancy's Ghost Recon, il est possible d'utiliser la classe Sniper, équipée d'un fusil de précision et qui peut être en tenue Ghillie.
- Dans Tom Clancy's Rainbow Six: Siege, le personnage jouable Glaz du Spetsnaz est un tireur d'élite équipé d'un OTs-03 SVU.
- Dans la saga Mass Effect, le personnage de Garrus Vakarian est un sniper.
- Dans The Last of Us part II, le personnage de Tommy s'avère être un excellent tireur d'élite.

### Articles connexes

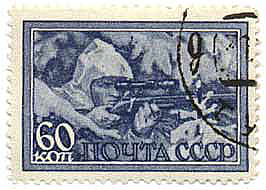
Timbre-poste de 1943 représentant la sniper Lioudmila Pavlitchenko.

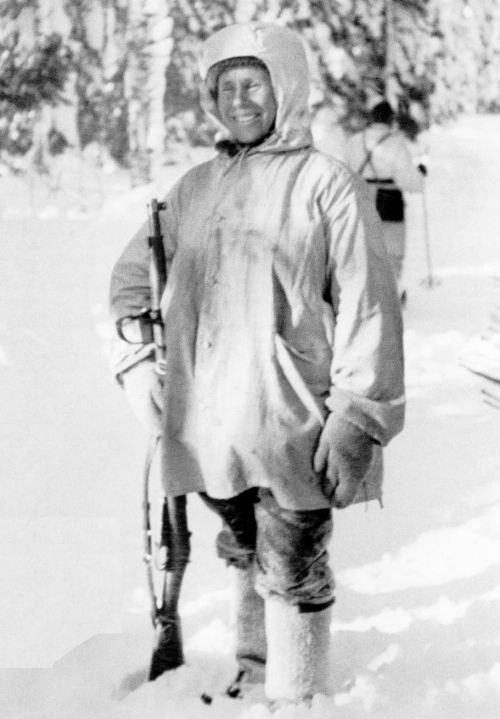
Simo Häyhä, surnommé la « Mort blanche », est généralement considéré comme le tireur d'élite militaire le plus meurtrier de l'Histoire, toutes époques confondues.